# Tidningen Sörmlandsbygden
Tidningen Sörmlandsbygden är en endagarstidning med redaktion i Katrineholm. Tidningen ägs sedan 1 januari 2011 av Readers Mind AB. 
Sörmlandsbygden startade sin verksamhet i Södertälje 1927. I mitten av 1960-talet flyttade tidningen till Flen och slutligen till Katrineholm på 1990-talet. 
Tidningen är länstäckande och vänder sig till läsare på den sörmländska landsbygden. Antalet prenumeranter är cirka 3200. Antalet läsare är enligt Orvesto 16000.